# 보수 (수학)
보수(補數)는 보충을 해주는 수를 의미한다. 이를테면 1에 대한 10의 보수는 9, 4에 대한 15의 보수는 11의 개념이다. 1에 대한 2의 보수는 1이다.

## 보수를 이용한 계산법
주판을 이용한 덧셈, 뺄셈을 할 때 5의 보수 혹은 10의 보수의 개념이 사용된다. 예를 들면 4+2를 계산할 때 +2를 4에 대한 5의 보수 1을 먼저 더한 뒤 1을 추가로 더했다고 이해할 수 있다. 즉, 처음의 수 4에 5의 보수 1을 더해서 5를 만든 뒤 나머지 1을 더해서 6이 된다고 간주할 수 있다.
이는 뺄셈일 때도 마찬가지인데, 7-3이라는 연산에서도 7=5+2로 나눌 수 있고, 2-3은 결과가 음수가 나오기에 우선 3에 대한 5의 보수 2를 구한 뒤 남은 숫자 2를 더한 값 4를 결과로 유도할 수 있다.

### 보수를 이용한 음의 정수 표현
제한된 자릿수의 정수만을 사용할 때는 음수를 표현할 때 음의 부호 표현을 사용하는 대신 보수를 이용한 표현을 사용할 수 있다. 예를 들면 십진법으로 네 자리까지만 수를 표현하고자 할 때 -3 대신 3의 9999에 대한 보수 9996으로 대신 표현하거나 10000에 대한 보수 9997로 표현이 가능하다. 일반적으로 n진법으로 표시된 정수를 기준으로 n-1의 보수 표현법과 n의 보수 표현법이 존재한다.
특히 이진수를 사용하는 컴퓨터에서는 단지 0과 1 두 개의 숫자만을 사용하기에 음의 정수를 표현할 때 맨 앞의 숫자를 1로 표현하는 방법을 사용한다. 숫자를 표현하는 자릿수가 n개인 경우 모두 2n개의 수를 표현할 수 있는데, 보수법을 사용해 음수를 표현하는 경우 전체의 절반인 1로 시작하는 수는 음수가 된다.
이진법의 경우 음수를 표현하는 방법에는 1의 보수법과 2의 보수법이 있는데, 자릿수가 n개인 경우에 1의 보수법은 숫자 -m을 m의 2n-1(={\displaystyle {11\cdots 1}_{(2)}})에 대한 보수로 표현하는 방식이고, 2의 보수법은 숫자 -m을 m의 2n(={\displaystyle {100\cdots 0}_{(2)}})에 대한 보수로 표현하는 방식이다.
구체적으로 예를 들면 자릿수가 8개(8비트) 일 경우 음의 정수 -6을 아래와 같이 1의 보수 방식과 2의 보수 방식으로 표현할 수 있다.
| ! 방식   | 숫자      | 표현 결과 | 표현 결과 | 표현 결과 | 표현 결과 | 표현 결과 | 표현 결과 | 표현 결과 | 표현 결과 |
| -------- | --------- | --------- | --------- | --------- | --------- | --------- | --------- | --------- | --------- |
| -        | 6         | 0         | 0         | 0         | 0         | 0         | 1         | 1         | 0         |
| 1의 보수 | -6 (=249) | 1         | 1         | 1         | 1         | 1         | 0         | 0         | 1         |
| 2의 보수 | -6 (=250) | 1         | 1         | 1         | 1         | 1         | 0         | 1         | 0         |